# Bobrowice
Bobrowice è un comune rurale polacco del distretto di Krosno Odrzańskie, nel voivodato di Lubusz.
Ricopre una superficie di 185,05 km² e nel 2005 contava 3 102 abitanti.